# Дериватографія

Фрагменти дериватограм вугілля в області вологовилучення: а,б,в — проби вугілля; 1 — калібровочна температурна крива; 2 — термогравіметрична (ТГ) крива; 3 — диференційно-термогравіметрична (ДТГ) крива.

Дериватографія — комплексний метод дослідження хімічних та фізико-хімічних процесів, властивостей речовини, мінералів в умовах програмованої зміни температури. Однією з її функцій є визначення кількості води і гідроксидів у мінералах. Крім того, дериватографія дає можливість встановити структуру тонких водних плівок на мінералі, зокрема, на вугіллі
Дериватографія основана на поєднанні диференціального термічного аналізу (ДТА) з фізичними або фізико-хімічними методами, наприклад, з термогравіметрією, дилатометрією, мас-спектрометрією та еманаційним термічним аналізом. 
Поряд з перетвореннями речовини, які відбуваються під дією теплового ефекту, реєструють зміну маси зразка (рідкого або твердого). 
Прилад, що реєструє термічні і термогравіметричні зміни, називається дериватографом. 